# Лучинське (Подольський міський округ)
Лучи́нське (рос. Лучинское) — присілок у складі Подольського міського округу Московської області, Росія.

## Населення
Населення — 33 особи (2010; 23 у 2002).
Національний склад (станом на 2002 рік):
- росіяни — 87 %